# ایوان کاسترو
ایوان کاسترو (انگلیسی: Iván Castro؛ زادهٔ ۱۹۶۷ (۵۷–۵۸ سال)) فرد نظامی اهل ایالات متحده آمریکا است. وی همچنین برندهٔ جوایزی همچون پرپل هارت شده‌است.